# 사자루
사자루(泗泚樓)는 대한민국 충청남도 부여군 부여읍, 부소산성에서 가장 높은 위치에 자리잡고 있는 조선시대의 누각이다. 1984년 5월 17일 충청남도의 문화재자료 제99호로 지정되었다.

## 개요
부여 부소산성에서 가장 높은 위치에 자리잡고 있는 누각으로, 이곳은 달구경을 했다는 송월대가 있던 자리이다.
조선 순조 24년(1824)에 군수 심노승이 임천군 군사리에 세운 것으로, 조선시대 임천의 관아 정문이었던 배산루를 1919년에 이곳으로 옮겨 짓고는 사자루라 이름하였다.
앞면 3칸·옆면 2칸 규모의 2층 누각으로 사방이 개방되어 있으며, 오른편 북쪽 칸에는 2층으로 오르는 계단을 만들었다. 지붕은 옆에서 볼 때 여덟 팔(八)자 모양인 팔작지붕이다.
건물 앞면에는 조선 후기 의친왕 이강이 쓴 '사자루'라는 현판이 걸려 있고, 백마강 쪽으로는 '백마장강'이라는 현판이 함께 걸려 있다.
사자루는 사방이 트여있는 높은 곳에 있어 부여의 주변 풍경을 즐길 수 있는 좋은 누각이다.
건물을 옮겨 세우기 위해 땅을 고를 때 '정지원'이라는 이름을 새긴 백제시대 금동 석가여래 입상이 발견되어 더욱 주목받는 장소이다.

## 같이 보기
- 부소산성
- 금동정지원명석가여래삼존입상 - 보물 제196호

## 참고 자료
- 사자루 - 국가유산청 국가유산포털